# 銀座もとじ
銀座もとじ（ぎんざもとじ、GINZA MOTOJI）は、東京都中央区銀座に店舗を構える和装専門店。現在の社長は泉二啓太。

## 概要
銀座もとじは、1979年に泉二弘明によって銀座に開店された和装専門店。
2007年には、世界初の雄だけの蚕品種「プラチナボーイ」をプロデュース。2015年には農林水産大臣賞を受賞した。

## 歴史
- 1979年6月

貸事務所に「もとじ呉服店」を個人創業
- 1996年9月

初の「銀座蚕飼育展」を開催
- 1998年5月

中央区立泰明小学校にて「柳染めの授業」を開始
- 2007

世界初・雄だけの蚕「プラチナボーイ」発表
- 2016年5月

産地体験型プロジェクト「プラチナボーイ物語」スタート
- 2017年3月

平成29年（第30回）優良企業表彰式にて「しんきん夢づくり大賞」受賞
- 2022年10月

泉二啓太が2代目当主に就任

## 歴代当主
- 初代：泉二弘明
- 二代目：泉二啓太